# Megachile rufisetosa
Megachile rufisetosa är en biart som beskrevs av Pasteels 1976. Megachile rufisetosa ingår i släktet tapetserarbin, och familjen buksamlarbin. Inga underarter finns listade i Catalogue of Life.